# 笑い講
笑い講（わらいこう）は、山口県防府市大道（だいどう）の小俣（おまた）地区に伝わる神事。防府市の無形民俗文化財に指定されている。天下の奇祭ともいわれている。

## 概要
小俣八幡宮の社伝によると、始まりは鎌倉時代まで遡り、1199年（正治元年）とされる。祭り自体は農業祭で、旧暦の12月1日、農業の神である大歳神（おおとしがみ）を迎え、一年の収穫に感謝し来る年の豊作を願うという趣旨のものであった。現在は、12月の第一日曜日の開催となっている。
笑い講は、総数21戸の講員が世襲により引き継いでおり、毎年そのうちの一戸が頭屋（とうや、会場役）を引き受け、会場を提供する。
神座となる神棚には宮形の大歳社が安置され、講で使用する左右2本の大榊を供え、豊饒を象徴するセイゴと稲穂が吊される。
内容は、まず小俣八幡宮の神主が祝詞奏上と玉串拝礼の神事を行い、続いて直会としてお神酒と簡単な会食を行う。笑い役が二人一組で四面を囲むように計8人が席に着き、4人の講員が給仕役、1人が審判となる。直会が進んだ頃合いで神主が「笑いの神事」を宣言し、対角線に向かい合った講員に大榊が渡され、両手で持って同時に3回笑いあう。3回の笑いのうち、一回目は今年の収穫を喜び、二回目は来年の豊作を願い、三回目は今年の悲しみや苦しみを忘れるためであるとされる。審判役は笑い方が不真面目であったり、不十分であったりするとやり直しと罰杯を命じる。双方が笑い終わると左回りに次の講員に大榊が渡される。一巡したところで給仕役の講員が笑い、最後に講の全員が笑い、締めくくりとなる。
伝統のある笑い講だが、その様式は時代により変化がある。江戸時代の記録によれば、笑い役は座敷の中央に順に出て笑ったとある。元々は女人禁制とされていたが、戦後には夫を亡くした妻にも笑い役での参加が認められている。
近年、年末のめでたい行事の一つとしてマスコミで頻繁に取り上げられたことで、全国的に知られる神事となった。

## 世界お笑い協会
笑い講の持つ笑いの魅力を広める運動として2012年に世界お笑い協会というプロジェクトが発足し、試合形式の「お笑い講世界選手権大会」が催されている。世界お笑い協会は、日本ユネスコ協会連盟の「プロジェクト未来遺産」に登録されている。